# Río Odzi
El río Odzi es un afluente del río Save en Zimbabue que trascurre por la Provincia de Manicalandi. Se une a este último río en Nyanyadzi. Está represado en la presa de Osborne.
El río Odzani es un afluente del Odzi que fluye hacia el oeste y que nace cerca de Penhalonga al norte de la ciudad de Mutare. Las presas Odzani y Smallbridge en el Ozani forman parte del sistema de suministro de agua de Mutare. La presa Odzani, construida en 1967, creó el lago Alexander. 